# Moenkhausia celibela
Moenkhausia celibela, popularmente conhecida como piaba ou lambari, é uma espécie de peixe caracídeo, pertencente ao gênero Moenkhausia. É endêmica ao Brasil, ocorrendo nos estados de Amazonas, Pará e Mato Grosso. De acordo com a União Internacional para a Conservação da Natureza, seu estado de conservação é pouco preocupante.